# 長谷川瞳
長谷川 瞳（はせがわ ひとみ、1981年10月28日 - ）は、日本のタレント、小説家、著述家。元AV女優、風俗嬢。
AV女優時代はアイドル的存在で人気だった。2013年に加藤鷹がAV男優を引退宣言した際、性欲がかなり強く、加藤をタジタジにさせていたことが明らかにされた。
川崎の高級ソープランド「VIP(ビップ)」にも在籍している。

## 略歴
2001年に『処女宮 メモリアル』（h.m.p）でAVデビュー。デビュー作から6作品連続でレンタルランキング1位を獲得と人気を博し、「レンタル女王」の呼び名も付く。
2003年に『ドリームシャワー 47』でワープエンタテインメントよりセルデビュー。
2003年にケイ・エム・プロデュースの専属女優ユニット、「ミリオンガールズ2003」として活躍した。
2004年にAV女優を引退し、タレント活動を始める。以降、雑誌でコラムの連載やテレビ番組などに出演する。また、「風俗嬢」としてAVに出演することも偶にある。
のちにAV引退が体調不良によるもので、引退前後はかつら着用での撮影であったことを明かしている。
雑誌『ラヴァーズ』（ミリオン出版）では長らく悩み相談コーナーを担当し、自ら回答を執筆した。ほかにも風俗業の経験を活かしたライター活動も行っている。

## エピソード
2002年3月発売の『瞳のエッチな体温』(監督:笠井雅裕、メーカー:芳友舎、レーベル:new)の撮影では、真冬の阿寒湖の氷上で撮影しており、対面座位で抱き合っていても寒すぎて震えまくり死にそうな撮影で、つながっているアソコから白い湯気がでるシュールな光景だったと話している。

## 出演作品

### アダルトビデオ（撮り下ろし）
2001年
- 処女宮　メモリアル（7月31日、h.m.p）
- 私、こんなSEXが好き。（8月31日、h.m.p）
- あげてもいい…Hitomi 一番濡れた日（9月21日、h.m.p）
- 官能姫（9月30日、h.m.p）
- 淫らの森（10月29日、h.m.p）
- 微風の愛撫（12月27日、h.m.p）

2002年
- 瞳の匂い（1月27日、h.m.p）
- やりすぎ家庭教師19（2月28日、h.m.p）
- 瞳のエッチな体温（3月31日、h.m.p）
- 変態エンジェル瞳（4月26日、h.m.p）
- SEXしたくなる時…（5月28日、h.m.p）
- 瞳のブラックホール（6月26日、h.m.p）
- もっとも卑猥な痴女（7月29日、h.m.p）
- 蒼いエクスタシー（8月29日、h.m.p）
- ふるえる白乳の恋人（11月27日、h.m.p）
- 口全ワイセツ38（11月28日、h.m.p）
- AV女優・長谷川瞳（12月31日、h.m.p）

2003年
- 性 SAGA（1月28日、h.m.p）
- ザ・生贄（2月28日、h.m.p）
- ドリームシャワー 47（3月7日、ワープエンタテインメント）
- 裏スペシャル・長谷川瞳 完全版（3月20日、ケイ・エム・プロデュース）
- デジタルモザイク Vol.010（4月1日、MOODYZ）
- もしも長谷川瞳が僕のペットだったら…完全版（4月16日、ケイ・エム・プロデュース）
- ミリオンスペシャル スパンキングガールズ完全版（5月23日、ケイ・エム・プロデュース）
- FACE 59（6月20日、アウダースジャパン）
- 女教師 誘惑と陵辱（7月25日、クローリークエスト）
- ミリオンガールズのマジカルミステリーツアー完全版（7月25日、ケイ・エム・プロデュース MILD-084）全5名
- レディーラヴァーズ（8月1日、ゼロコーポレーション）
- 長谷川瞳 4時間（8月22日、ケイ・エム・プロデュース）
- N0.1美女軍団 新任女教師（9月5日、アイエナジー）
- ミステリアスGO! CATs EYE No.1 キャッツ◆アイ軍団（10月4日、アイエナジー）
- 龍縛監禁凌辱 4 歌姫縄地獄（10月8日、アタッカーズ）
- COS-PLAY DX　（2003年11月1日、ゼロコーポレーション）
- No.1 美女 11人斬り OL+女教師4時間（11月6日、アイエナジー）
- 巨乳M飼育-長谷川瞳-（12月5日、クローリークエスト）
- 淫獣奴隷輪姦（12月8日、アタッカーズ）
- 美少女4時間10人斬り 「未公開作品」（12月18日 アイエナジー）

2004年
- 極・本番（1月9日、GLAY'z）
- NO.1美女軍団 女子校生中出し大輪姦 4学園のNO.1アイドル4人の大輪姦祭（2月5日、アイエナジー）
- EPLIOGUE TO PROLOGUE(AVW番外編）（3月5日、メセナ・エンタテインメント (オブテイン・フューチャー）
- AVW FUCK DOWN! 最後の性戦（3月5日、メセナ・エンタテインメント (オブテイン・フューチャー））
- 長谷川瞳 バイブ地獄（3月15日、ゼロコーポレーション）オムニバス作品
- NO.1美女軍団 新人ナースの中出し検診（3月18日、アイエナジー）
- エロエロにして･･･（3月19日、イーコンプレックス）
- SEX味くらべ 女優編（3月19日、マックス・エー）
- 喪服奴隷DX2（3月26日、シネマジャック）
- eRAW（6月4日、オブテイン・フューチャー）
- eRAW スペシャルDVD-BOX（6月4日、オブテイン・フューチャー）
- 若妻凌辱三昧（6月8日、アタッカーズ）オムニバス作品
- ぶっとびシンデレラ（6月25日、ケイ・エム・プロデュース）※引退作

### アダルトビデオ（編集もの）
2001年
- Miss.Christine Best Angels（6月21日、ビデオバンク BNDV-048）全24名

2002年
- VERY BEST OF MILLION 及川奈央 早坂ひとみ 神谷沙織 長谷川瞳 紋舞らん ほか（6月14日、ケイ・エム・プロデュース MILD-24）※20作品を編集したベスト盤

2003年
- VERY BEST OF Million 2 神谷沙織 早坂ひとみ 長谷川瞳 紋舞らん 及川奈央（1月15日、ケイ・エム・プロデュース MILD-050）全5名
- 完全なるイカセ4時間 コンプリートBOX（6月19日、ケイ・エム・プロデュース MILP-002）全5名
- VERY BEST OF Million 3（8月22日、ケイ・エム・プロデュース MILD-087）全9名

2004年
- ベリーベストオブ million VOL.5（5月8日、ケイ・エム・プロデュース MILV-102）全6名
- 超高級スーパースターソープランド4時間（5月28日、ケイ・エム・プロデュース MILD-172）全10名

2006年
- あのアイドルが新基準モザイクで甦る[伝説の女優16人]（8月10日、ビデオバンク BNDV-384）全16名

2007年
- ミリオンドリーム2007前編 ミリ商、痴女-1グランプリに出場!（5月3日、ケイ・エム・プロデュース）※AV OPEN 2007エントリー作品 脱ぎ無し
- スーパースターはロリが好き（9月19日、ドグマ）

2008年
- 石川鈴華のソープしちゃうね（9月26日、クリスタル映像）

他

## 書籍

### 写真集
- ボクノタカラモノ（2001年9月10日、メディアックス、撮影：小沢忠恭）ISBN 978-4894616493
- 文庫サイズ写真集 P! 美竹涼子 森下くるみ 長谷川瞳 ほか（2002年5月1日、ベストセラーズ、撮影：斉木弘吉 横山こうじ 沢渡朔）ISBN 9784584371015
- 処女宮 メモリアル（2002年7月10日、英知出版、撮影：毛利充裕）ISBN 978-4896136807
- KARAMI 13(SANWA MOOK)（2002年11月15日、三和出版、撮影：安藤青太）ISBN 978-4883569373
- ミリオンガールズ写真集 BEST FRIENDS（2003年7月30日、メディアックス、撮影：菅野幸悦）ISBN 9784896136821 全5名

### 著書・単行本
- ヒアリングセックス（2018年10月19日、KADOKAWA）[9] ISBN 9784041068519

### 関連書籍
- AV女優、のち（著者:安田理央）（2018年6月10日、KADOKAWA）ISBN 9784040821771 ※みひろ 笠木忍 麻美ゆま 愛奏 長谷川瞳 泉麻耶 真咲南朋、時代を駆け抜けた7人のAV女優たちのライフヒストリー

### 連載
- ボニータの夜（2025年3/27号 - 、日本ジャーナル出版「週刊実話」連載、イラスト:伊野ナユタ[10]）

## 出演
- 加藤鷹のオマーン★コーナーキック　（2007年1月 - 2007年4月、GyaOジョッキー）
- Peach-Pit 桃のたね（MONDO TV）
- よるとも（MONDO TV）
- 及川奈央の自然体にもほどがある （GyaOジョッキー）
- デラ☆エロパラ(GyaOジョッキー、2009年4月～8月火曜23:00～24:00、SEXアシスタントとして隔週出演)